# Quotidiania delirante
Quotidiania delirante es una serie de historietas creada desde 1987 por Miguelanxo Prado.

## Trayectoria editorial
La serie se publicó originalmente en los semanarios "El Jueves" y "H Dios O" a partir de 1987, siendo recopilada posteriormente de forma monográfica:
- 1988 Quotidiania delirante, I (El Jueves: Pendones del Humor, núm. 40);
- 1990 Quotidiania delirante, II (El Jueves: Pendones del Humor, núm. 66);
- 1990 Quotidiania delirante, III (Norma: Miguelanxo Prado, núm. 5).[1]

## Premios
- 1989 Premio a la Mejor Obra de autor español (Salón del Cómic de Barcelona).

## Adaptaciones
En 2006 se estrenó Quotidianía delirant, escrita y dirigida por Eles Alavedra.